# 中央ヨーロッパ夏時間
中央ヨーロッパ夏時間（ちゅうおうヨーロッパなつじかん、Central European Summer Time：略称CEST）は、中央ヨーロッパ時間の夏時間のことである。
協定世界時（UTC）を2時間進ませた標準時で、中央ヨーロッパ時間より1時間進めた時間である。
日本標準時との時差は－7時間（例えば、日本標準時の5月20日の12:00は中央ヨーロッパ夏時間では5月20日の5:00である）。
3月の最終日曜日午前2時（=夏時間午前3時）から10月の最終日曜日夏時間午前3時（=標準時午前2時）までの期間、適用される。